# Grand Prix Itálie 1964
Grand Prix Itálie 1964 (oficiálně XXXV Gran Premio d'Italia) se jela na okruhu Autodromo Nazionale Monza v Monze v Itálii dne 6. září 1964. Závod byl osmým v pořadí v sezóně 1964 šampionátu Formule 1.

## Závod
| Poř.   | No. | Jezdec                 | Konstruktér            | Počet kol | Čas/Odstoupení | Pořadí na startu | Body |
| ------ | --- | ---------------------- | ---------------------- | --------- | -------------- | ---------------- | ---- |
| 1      | 2   | John Surtees           | Ferrari                | 78        | 2:10:51.8      | 1                | 9    |
| 2      | 26  | Bruce McLaren          | Cooper-Climax          | 78        | + 1:06.0       | 5                | 6    |
| 3      | 4   | Lorenzo Bandini        | Ferrari                | 77        | + 1 kolo       | 7                | 4    |
| 4      | 20  | Richie Ginther         | BRM                    | 77        | + 1 kolo       | 9                | 3    |
| 5      | 46  | Innes Ireland          | BRP-BRM                | 77        | + 1 kolo       | 13               | 2    |
| 6      | 10  | Mike Spence            | Lotus-Climax           | 77        | + 1 kolo       | 8                | 1    |
| 7      | 12  | Jo Siffert             | Brabham-BRM            | 77        | + 1 kolo       | 6                |      |
| 8      | 30  | Giancarlo Baghetti     | BRM                    | 77        | + 1 kolo       | 15               |      |
| 9      | 6   | Ludovico Scarfiotti    | Ferrari                | 77        | + 1 kolo       | 16               |      |
| 10     | 16  | Dan Gurney             | Brabham-Climax         | 75        | + 3 kola       | 2                |      |
| 11     | 22  | Bob Anderson           | Brabham-Climax         | 75        | + 3 kola       | 14               |      |
| 12     | 34  | Jo Bonnier             | Brabham-Climax         | 74        | + 4 kola       | 12               |      |
| 13     | 38  | Peter Revson           | Lotus-BRM              | 72        | + 6 kol        | 18               |      |
| 14     | 14  | Jack Brabham           | Brabham-Climax         | 59        | Motor          | 11               |      |
| Ret    | 8   | Jim Clark              | Lotus-Climax           | 27        | Motor          | 4                |      |
| Ret    | 50  | Mário de Araújo Cabral | Derrington-Francis-ATS | 24        | Zapalování     | 19               |      |
| Ret    | 48  | Maurice Trintignant    | BRM                    | 21        | Vstřikování    | 20               |      |
| Ret    | 28  | Ronnie Bucknum         | Honda                  | 12        | Brzdy          | 10               |      |
| Ret    | 40  | Mike Hailwood          | Lotus-BRM              | 4         | Motor          | 17               |      |
| Ret    | 18  | Graham Hill            | BRM                    | 0         | Spojka         | 3                |      |
| DNS    | 60  | Jean-Claude Rudaz      | Cooper-Climax          |           |                |                  |      |
| DNQ    | 44  | Trevor Taylor          | BRP-BRM                |           |                |                  |      |
| DNQ    | 36  | Geki                   | Brabham-BRM            |           |                |                  |      |
| DNQ    | 24  | John Love              | Cooper-Climax          |           |                |                  |      |
| DNQ    | 56  | Ian Raby               | Brabham-BRM            |           |                |                  |      |
| Zdroj: |     |                        |                        |           |                |                  |      |

## Průběžné pořadí po závodě
Pohár jezdců
|        | Pořadí | Jezdec          | Body |
| ------ | ------ | --------------- | ---- |
|        | 1      | Graham Hill     | 32   |
|        | 2      | Jim Clark       | 30   |
|        | 3      | John Surtees    | 28   |
|        | 4      | Richie Ginther  | 20   |
|        | 5      | Lorenzo Bandini | 19   |
| Zdroj: |        |                 |      |

Pohár konstruktérů
|        | Pořadí | Konstruktér    | Body    |
| ------ | ------ | -------------- | ------- |
| 2      | 1      | Ferrari        | 37      |
| 1      | 2      | BRM            | 36 (42) |
| 1      | 3      | Lotus-Climax   | 35      |
|        | 4      | Brabham-Climax | 21      |
|        | 5      | Cooper-Climax  | 16      |
| Zdroj: |        |                |         |